# Edgar Oceransky
Edgar Oceransky Hernández Ruíz (Ciudad de México, 6 de agosto de 1975) es un cantante y compositor mexicano, especializado principalmente en la trova, pop y la balada romántica. Oceransky es su segundo nombre y Hernández su primer apellido.

## Historia
Inicia su carrera en 1992 al lado de Cecilia Pellicer en El sapo cancionero.
Ganó el primer lugar en el Concurso Nacional de Canto Nuevo y Rock Urbano en 1998, con la canción El Otro México y el tercer lugar en el concurso 60 años de Acción Nacional en 1999 con la canción Otro día más.
En el año 2000 participa en el soundtrack de la película mexicana Corazones Rotos con la canción Enemigo Interno de Pedro Gilabert.
En 2001 presenta su primer disco Estoy aquí (editado por Sony Music) en el Hard Rock Live de la Ciudad de México del cual se seleccionaro dos sencillos Estoy aquí y Un pedacito de Edén. En el mismo canta a dueto junto a la cantautora cubana Niurka Curbelo el tema Imágenes de Ana.
A finales de 2003 de manera independiente lanza su segundo material De Carne y Hueso presentándolo en el Foro Felipe Villanueva y la Casa Jaime Sabines. 
En febrero de 2004 participa en el disco del cantautor puertorriqueño Mikey Rivera dentro de la serie de Cuerdas para Cuerdos con las canciones Volver a perdernos (de E. Oceransky) y Amor de mayo (de M. Rivera).
El 8 de septiembre de 2007 presentó su álbum Te Seguiré en el Lunario del Auditorio Nacional.
En 2009 graba un material en vivo junto al Cantautor Raúl Ornelas llamado Dos Necios de Verdad, mismo que provocó una gira que duró dos años. 
Su nuevo disco N Otra Vida grabado en España en marzo y abril del 2011 producido por Carlos Narea uno de los productores más conocidos en México por producir a artistas como Joaquín Sabina y Miguel Ríos entre muchos más.
En 2014 hace un disco con Big Band, el material contiene 12 canciones, desde clásicos de Oceransky, hasta algunas versiones exclusivas como Ni parientes somos o el dueto con Sole Giménez (exvocalista de Presuntos Implicados) dando nueva vida a Que Tristeza.
En 2020 , participa en el disco 2020 abril con el tema Los días sin ti / otro día sin ti, junto a otros cantautores iberoamericanos como Diego Ojeda, Paco Álvarez, Dulce María, Miguel Inzunza, Carlos Carreira, Torreblanca y Ale Aguirre con el objetivo de recaudar fondos para la población más vulnerable de México a causa del Covid-19.

## Discografía

### Álbumes oficiales
- Estoy aquí - 2001
- De carne y hueso - 2003
- Solo ni tan solo - 2007 En una entrevista Oceransky mencionó que "Solo ni tan solo "lo lanzó en 2006.
- Te Seguiré - 2007
- En Vivo - Costa Rica - 2009
- En Vivo - Dos Necios De Verdad - 2009 - Con Raúl Ornelas
- N otra vida - 2011
- Con todo el corazón- 2013
- Solo ni tan solo 2 - 2013
- Más allá del tiempo - 2013
- Oceransky El Big Bang - 2014
- Una mirada - 2015
- Escarlata - 2018
- Escarlata Live Sessions - 2019
- EOMETROPOLITAN2019 - 2019

## Controversias
El 11 de marzo de 2022, circularon en redes sociales acusaciones de acoso sexual, entre ellas un video con un audio donde el cantante menciona que siente atracción por menores de edad:
Fui a España a dar unos conciertos, se me ocurrió hablar de una de mis preferencias, a mí me gusta la diversidad, ¿no? No tengo miedo, me gusta la diversidad, pero mi preferencia más profunda son las adolescentes, ¿no? Que tengan todavía cara de ministerio público, sí, miren es mejor ir al bote por una chavita que por el alcoholímetro, sé lo que les digo. Y las muchachas ya ven, nombre, bien feministas me decían: ‘pero es que tío, cómo es posible que te gusten las de 16′ y yo de ‘a tu novio también le gustan nomás que no lo dejan en tu país, esa es la diferencia.
El video fue retirado por YouTube a petición de Oceransky por derechos de autor.
La controversia ocasionó que el Auditorio Nacional cancelara un concierto programado para el 16 de marzo de 2022.
En el programa de "La taquilla" de René Franco el cantante asegura que las acusaciones son falsas y refiere que ha iniciado acciones legales por difamación y cancelación de sus conciertos.